# Veza, Alba
Veza este o localitate componentă a municipiului Blaj din județul Alba, Transilvania, România.

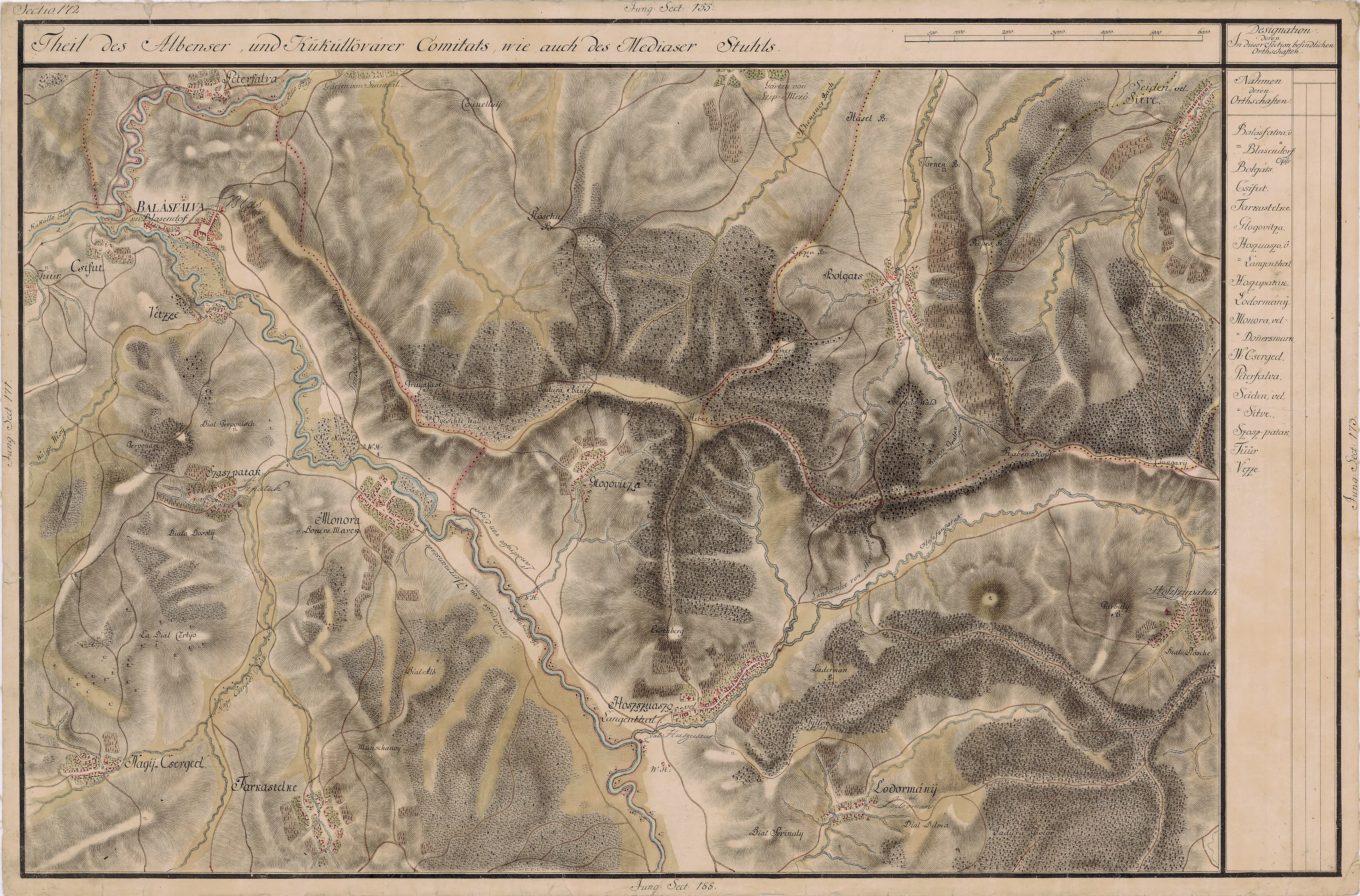
Veza (Vétzze) pe Harta Iosefină a Transilvaniei,
1769-1773 (Sectio 172)

## Date geologice
Pe teritoriul acestei localități se găsesc izvoare sărate.

## Istoric
Localitatea este atestată documentar din anul 1320.
Pe Harta Iosefină a Transilvaniei din 1769-1773 (Sectio 172) localitatea apare sub numele „Vétzze”.